# ISense (Brits bedrijf)
iSense is een semantic advertising-bedrijf met hoofdkantoor in Londen en onderzoeks- en ontwikkelingscentra in Kopenhagen en Holyhead (Groot-Brittannië). Het bedrijf heeft kantoren in Amsterdam, New York, München, Parijs, Stockholm, Madrid, Milaan, Hamburg en Düsseldorf.
iSense gebruikt semantiek bij online advertising met toepassingen voor websites, waaronder user-generated content, social networks, blogs en internetforums. Het bedrijf staat onder leiding van Sacha Carton en linguïst David Crystal is directeur van de afdeling onderzoek & ontwikkeling. Het onderzoekscentrum focust op semantische technologie, internet indexering en de ontwikkeling van nieuwe Web 3.0-toepassingen op het gebied van merkbescherming, sentimentanalyse en content monetization.
iSense is opgericht in maart 2006 na de acquisitie van Crystal Reference Systems Limited. De oprichters van Crystal Reference Systems blijven betrokken bij iSense. De onderneming is een dochtermaatschappij van het Duitse online advertising bedrijf ad pepper media international N.V.

In februari 2008 heeft iSense de Internet Advertising Bureau award voor “Digitale Innovator van het jaar” gewonnen.
In december 2008 heeft iSense de E-consultancy award voor “Beste innovatie in online advertising” gewonnen.